# チン・シウトン
チン・シウトン（程 小東、1953年  - ）は、香港出身の映画監督、武術指導、アクション監督。妻は俳優汪禹（ワン・ユー）の妹。

## 人物・経歴
1953年、香港に生まれる。父は最盛期のショウ・ブラザーズを支えた監督の1人であり、第11回金馬奨の監督賞も受賞した程剛（チェン・カン）。幼い時に香港東方戲劇學院に入学、武術と京劇を学び、就学中に胡金銓（キン・フー）監督の『大酔侠』に出演した。
のちに17歳でスタントマンとなり、1972年に父程剛の『14アマゾネス 王女の剣』で副武術指導となる。その頃より武術指導として、亜洲電視の前身である麗的電視や佳藝電視、無綫電視といった香港三大TV局で働きツイ・ハーク、ジョニー・トーらと出会う。このテレビ局時代には、時間と予算のない中、自らカメラを回し編集をこなし、スタントダブルを多く使って撮影する、のちのスタイルを構築していった。1979年には『出籠馬騮』（原題）で武術指導と主演を務めたが、その後アクション俳優を選ばなかった理由について、彼は「当時、男性の主役の給料は7000元、武術指導は2万元で、もちろん武術指導を選択したよ」と語っている。
1980年にはツイ・ハーク監督の現代バイオレンスアクション映画である『ミッドナイト・エンジェル/暴力の掟』でアクション監督を務め、1983年には『妖刀・斬首剣』で映画監督デビュー。1986年の監督作『サイキックSFX/魔界戦士』では第6回香港電影金像奨においてアクション設計賞を初受賞する。
翌年の香港電影金像奨では『チャイニーズ・ゴースト・ストーリー』で最優秀監督賞にノミネートされる。この作品は国内外でヒットを記録し、身体をキリ揉みさせながら瞬時に舞い上がるといったシウトン監督の斬新で卓越したワイヤーワークは人気を博した。当時はまだデジタル技術がなく、ワイヤー隠しに現場で細かい工夫を凝らしており、1ショットで撮影出来る動きも短いため必然的にカットを細かく割ることになる。しかしかえってその手法が、武術家ではない俳優や女優を達人に見せることができるという効果を生んだ。一方で、ジャッキー・チェンやサモ・ハン・キンポーなどが危険なスタントで格闘シーン撮影に長い時間をかけていた時代である。そこへテレビ時代に培ったアイディアと臨機応変さを多用、スタントダブルを大胆に起用し
、豪快でありながら舞うように美しいアクションをより短いスケジュールで完成させることを可能にしたシウトンのワイヤーアクションは一躍時代の流行となる。
その後は、自身の監督作以外でもツイ・ハークやジョン・ウー、ジョニー・トー、王晶（ウォン・ジン）といった監督とタッグを組み作品を量産する。1991年香港電影金像奨のアクション設計賞では、チン・シウトンが4つのノミネート中3作品で選出されるという異例の事態のなか、『スウォーズマン 剣士列伝』で受賞している。
2003年にはチャン・イーモウが監督した『HERO』でアクション監督を担当し、香港金像奨でアクション設計賞を獲得。「ワイヤーワークの神様」 ともThe master of wire fu（ワイヤーマスター）とも称され、中華圏だけでなくスティーヴン・セガール主演の『沈黙の聖戦』の監督やジェイソン・ステイサムの『デス・リベンジ』、日本映画『どろろ』、インド映画など、活動の場を広げた。
また、2008年に開催された北京オリンピックでは、開会式および閉会式のチーフディレクターであるチャン・イーモウのもと、開会式の空中アクションの設計を担当している。

## 主な作品

### 監督作品
1983年
- 妖刀・斬首剣（兼アクション監督）

1986年
- サイキックSFX/魔界戦士（兼アクション監督）

1987年
- チャイニーズ・ゴースト・ストーリー（兼アクション監督）

1989年
- テラコッタ・ウォリア 秦俑（兼アクション監督）

1990年
- スウォーズマン 剣士列伝（兼アクション監督）
- チャイニーズ・ゴースト・ストーリー2（兼アクション監督）

1991年
- レイド（兼アクション監督）
- チャイニーズ・ゴースト・ストーリー3（兼アクション監督）

1992年
- スウォーズマン 女神伝説の章（兼アクション監督）

1993年
- ワンダー・ガールズ 東方三侠（兼アクション監督）
- ワンダー・ガールズ 東方三侠2（兼アクション監督）
- スウォーズマン 女神復活の章（兼アクション監督）

1994年
- ファントム・セブン 香港機動警察（兼アクション監督）

1996年
- 冒険王（兼アクション監督）

2000年
- ゴッド・ギャンブラー 東京極道賭博（兼アクション監督）

2002年
- レディ・ウェポン（兼アクション監督）

2003年
- 沈黙の聖戦

2008年
- エンプレス/運命の戦い （兼アクション監督）

2011年
- 白蛇伝説〜ホワイト・スネーク〜（兼アクション監督）

2019年
- ジェイド・ダイナスティ 破壊王、降臨。

### 武術指導、アクション監督担当作品
1980年
- ミッドナイト・エンジェル/暴力の掟

1981年
- 獣たちの熱い夜/ある帰還兵の記録
- 激突!少林拳対忍者

1986年
- 北京オペラブルース

1987年
- 男たちの挽歌 II

1988年
- ロボフォース 鉄甲無敵マリア
- 僕たちは天使じゃない

1989年
- 過ぎゆく時の中で
- 狼 男たちの挽歌・最終章

1990年
- チョウ・ユンファ/ゴールデン・ガイ

1991年
- raiders レイダース

1992年
- 戦神 ムーン・ウォリアーズ
- ドラゴン・イン/新龍門客棧
- チャウ・シンチーのロイヤル・トランプ
- チャウ・シンチーのロイヤル・トランプ2
- チャウ・シンチーの熱血弁護士

1993年
- 新流星蝴蝶剣
- 超級學校霸王（原題）

1995年
- チャイニーズ・オデッセイ Part1 月光の恋
- チャイニーズ・オデッセイ Part2 永遠の恋

1996年
- スタント・ウーマン 夢の破片
- スティル・ブラック

2000年
- 決戦・紫禁城

2001年
- 鉄拳高 同級生はケンカ王

2002年
- 少林サッカー
- HERO
- スウォーズマン 笑傲江湖（TVシリーズ）

2004年
- LOVERS
- 風雲2（TVシリーズ）
- 天下第一（TVシリーズ）
- 八人の英雄(ヒーロー)（TVシリーズ）

2005年
- 中華英雄（TVシリーズ）

2006年
- どろろ
- Krrish（原題・インド、ヒンディー映画）
- 王妃の紋章

2007年
- ウォーロード/男たちの誓い
- デス・リベンジ
- 少林寺伝奇 〜乱世の英雄〜（TVシリーズ）

2008年
- カンフー・ダンク!
- バタフライ・ラヴァーズ
- Irumbukkottai Murattu Singam（原題・インド、タミル映画）

2009年
- トレジャー・オブ・エンペラー 砂漠の秘宝

2010年
- 未来警察 Future X-cops
- 大笑江湖（原題）

2013年
- クリッシュ（原題Krrish3 ・インド、ヒンディー映画）

## 主な受賞
1987年
- 『サイキックSFX/魔界戦士』第6届香港電影金像奨 最佳動作指導

1991年
- 『スウォーズマン 剣士列伝』第10届香港電影金像奨 最佳動作指導

1992年
- 『ドラゴン・イン/新龍門客棧』第29届台湾金馬奨 最佳武術指導

2001年
- 『鉄拳高 同級生はケンカ王』第38届台湾金馬奨 最佳動作設計

2003年
- 『HERO』第22届香港電影金像奨 最佳動作設計